# 屠寄

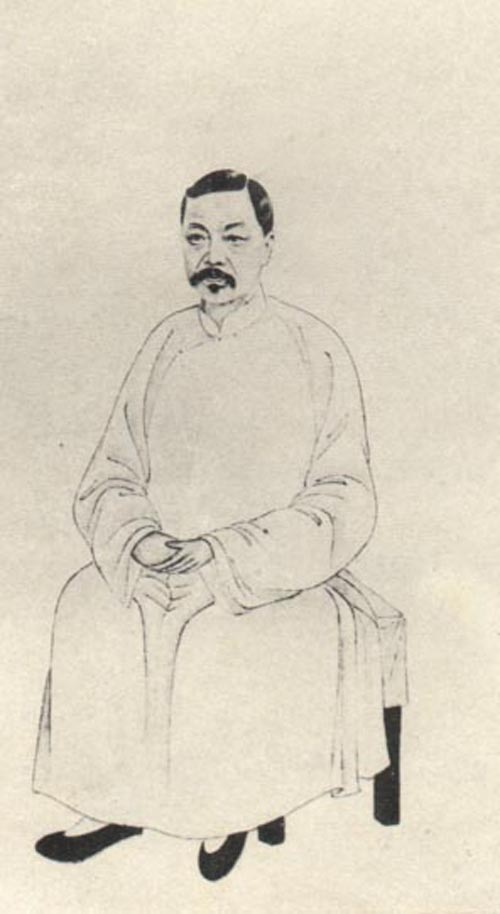
屠寄（『清代学者象伝』）

屠 寄（と き、Tu Ji、1856年5月18日 - 1921年9月16日）は、清末から中華民国にかけての歴史家・地理学者。字は敬山または景山。
江蘇省常州府武進県の出身。清光緒14年（1888年）、張之洞の幕下に入り、広東輿図局総纂となって『広東輿地図』を編集し、併せて広雅書局編審となった。清光緒18年（1892年）に進士となり、翰林院庶吉士・浙江省淳安知県・工部候補主事を歴任した。清光緒21年（1895年）、欽差大臣延茂之の招きに応じて黒龍江に赴き、10月にはチチハルに到着した。清光緒22年（1896年）、延茂之は北京に戻ることとなったが、会典館に黒龍江の地図の製作の必要性を訴えた。黒龍江将軍の恩沢は屠寄を黒龍江輿図総纂として留め置き、測量事業にあたらせることを上奏した。間もなくして輿図総局は通志局と改められ、屠寄が通志局総纂となった。清光緒24年（1898年）に略図が完成し、2年後に『黒龍江図説』が完成した。しかし『黒龍江通志』は諸々の事情で完成しなかった。辛亥革命後には武進県民政長となり、後には北京大学国史館総纂となった。著作には『常州駢体文録』『蒙兀児史記』がある。後者は『元朝秘史』や西方の史料を参照して『元史』の本紀・列伝・世系表・地理志を補ったものである。